# ピレネー国立公園
ピレネー国立公園 (フランス語: Parc national des Pyrénées)は、フランスのオクシタニー地域圏オート＝ピレネー県とヌーヴェル＝アキテーヌ地域圏ピレネー＝アトランティック県にまたがる国立公園。ピレネー山脈の自然を保護している。

## 地理

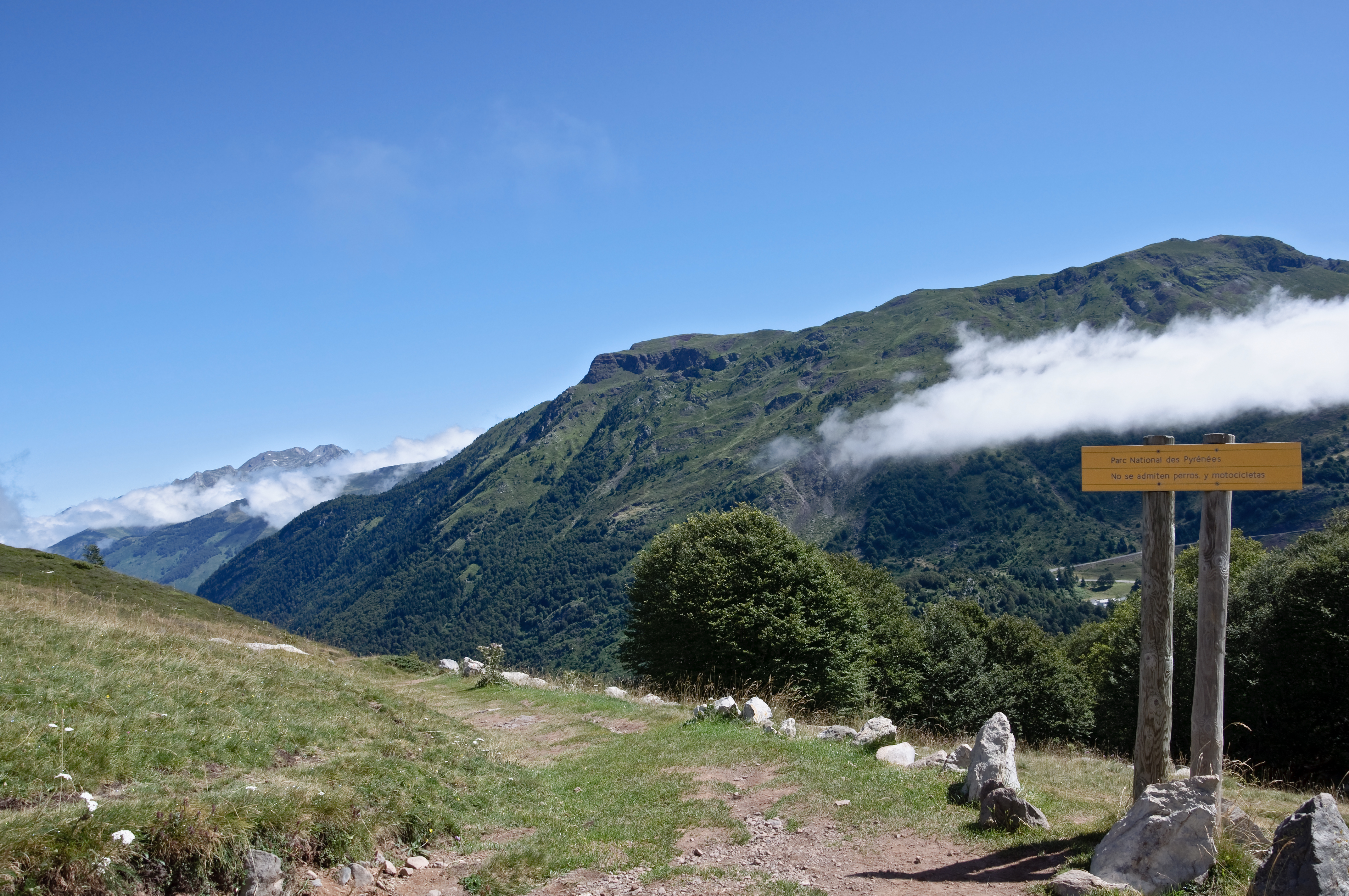
アスペ渓谷

1967年にピレネー山脈の中央部がピレネー国立公園に登録された。フランスとスペインの国境に近い。国立公園の範囲には約70種の哺乳類が生息している。ハイキング、スキー、登山、野生動物の観察など、ピレネー国立公園では様々なアウトドア活動を行うことができる。
ピレネー国立公園の東部はフランスとスペインの両国にまたがって、ユネスコの世界遺産「ピレネー山脈のモン・ペルデュ」に登録されている。